# Marché des Carmes
 (juillet 2025).
Si vous disposez d'ouvrages ou d'articles de référence ou si vous connaissez des sites web de qualité traitant du thème abordé ici, merci de compléter l'article en donnant les références utiles à sa vérifiabilité et en les liant à la section « Notes et références ».
Le marché des Carmes est un marché couvert de Toulouse, France.

## Situation
Situé dans le quartier des Carmes, dans le secteur 1 de Toulouse sur la place des Carmes. à l’emplacement de l’actuel parking, se trouvait le marché des carmes construit au XIXe siècle.
Comme le marché Victor-Hugo, il se tenait de puis 1892 sous une halle métallique de l'architecte Joseph Galinier, démontée et remplacée par un nouveau marché-parking de béton en 1963 de l'architecte Georges Candilis .

## Histoire

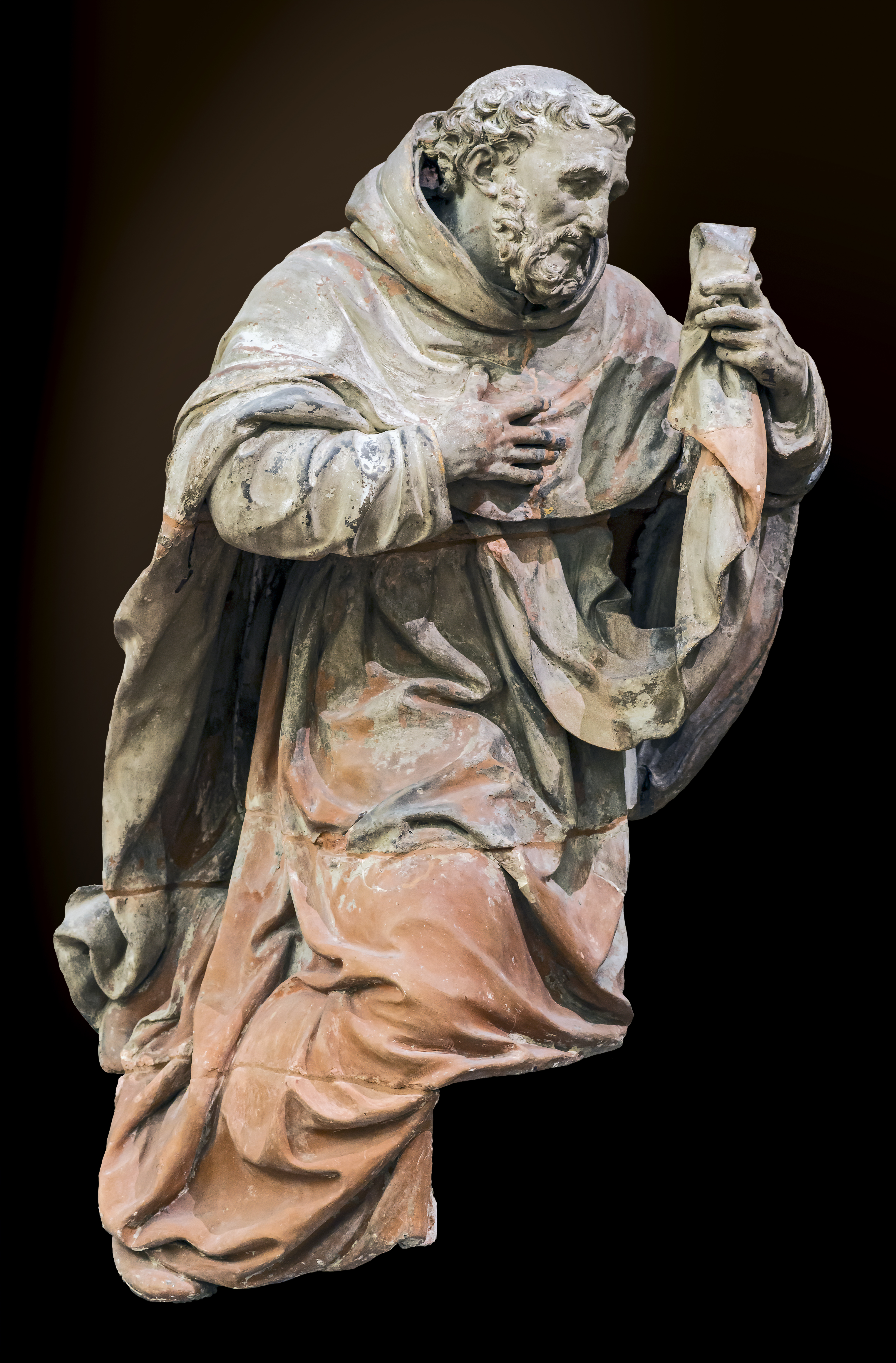
Statue de Simon Stock par Marc Arcis, provenant de l'ancien couvent des Carmes

À la fin du XIIIe siècle, à la place de l’actuel marché, se trouvait le couvent de l’ordre des Carmes. Ou Charles de la Fosse y réalisa pour décor La Présentation de la Vierge au temple en 1682.
À la Révolution, l’église, le cloître et les autres bâtiments deviennent des biens nationaux. En 1796, l’administration souhaite acquérir le couvent pour en faire une halle au blé assez étendue et assez commode. Trois statues monumentales en terre cuite par le sculpteur Marc Arcis et des dalles funéraires sont récupérées et conservées au Musée des Augustins de Toulouse.
Le plan et l’élévation d’une halle, non signés et non datés, conservés aux Archives départementales de la Haute-Garonne, pourraient correspondre à ce projet. Malgré l’approbation de la demande qui en est faite au conseil des Cinq-Cents en 1798, demande qui « n’est point inspirée par cette manie d’embellissement qu’il est de votre devoir d’arrêter jusqu’à des temps plus heureux, mais par l’intérêt général du commerce et par une impérieuse nécessité », le projet n’aboutit pas.
En 1802, la municipalité évoque la possibilité de faire une place après la démolition des bâtiments en ruines. L’ingénieur Pierre Laupiès propose la création d’une « place mercantile » avec des boutiques, des logements qui encadreraient un espace pouvant être dédié à la tenue des marchés. Il faut attendre 1807 pour que la ville soit autorisée à acheter les terrains et les bâtiments des Carmes afin d’y établir une promenade et une fontaine. Seule la promenade est réalisée. En 1813, le marché aux herbes s’installe sur la place. Les marchands y établissent des baraques en bois qui deviennent vite insalubres et rendent le lieu mal famé. Très vite, la municipalité cherche à les remplacer par un marché couvert.
C’est à cette date qu’est présenté un nouveau projet de halles couvertes pour la place des Carmes qui ne rencontrera pas plus de succès que les précédents. Un autre plan, anonyme et sans dates, pourrait avoir été conçu à cette période. Sa forme se retrouve dans de nombreux projets de marchés couverts qui seront présentés pour ce lieu au milieu du XIXe siècle : quatre corps de bâtiments disposés en carré, laissant libre un vaste espace central.
En 1826, Honoré Eudel (1777-1833) présente au conseil municipal un projet différent des précédents. La forme générale de la Halle est octogonale, et Eudel propose l’emploi du fer pour la charpente. Il insiste sur le fait que cette construction permettrait à la ville de Toulouse de se distinguer : à cette époque, le fer n’était pas souvent employé pour les grandes constructions en France. Cette proposition a été acceptée par la ville le 5 juin 1827.
Toutefois, le projet est plusieurs fois modifié entre 1827 et 1830.

Photographies d'André Cros, Archives de Toulouse
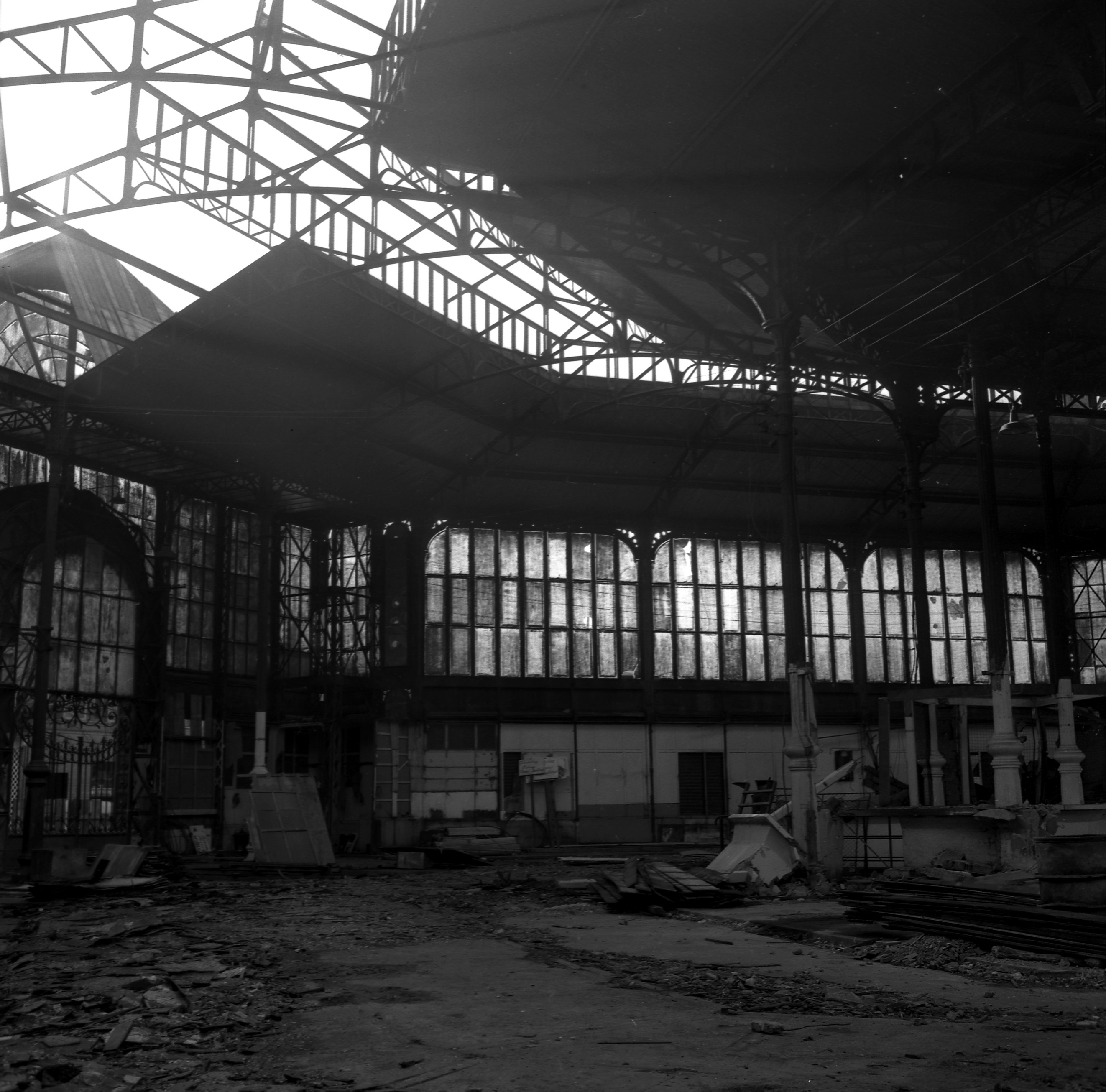
Destruction du marché des Carmes, 4 décembre 1963
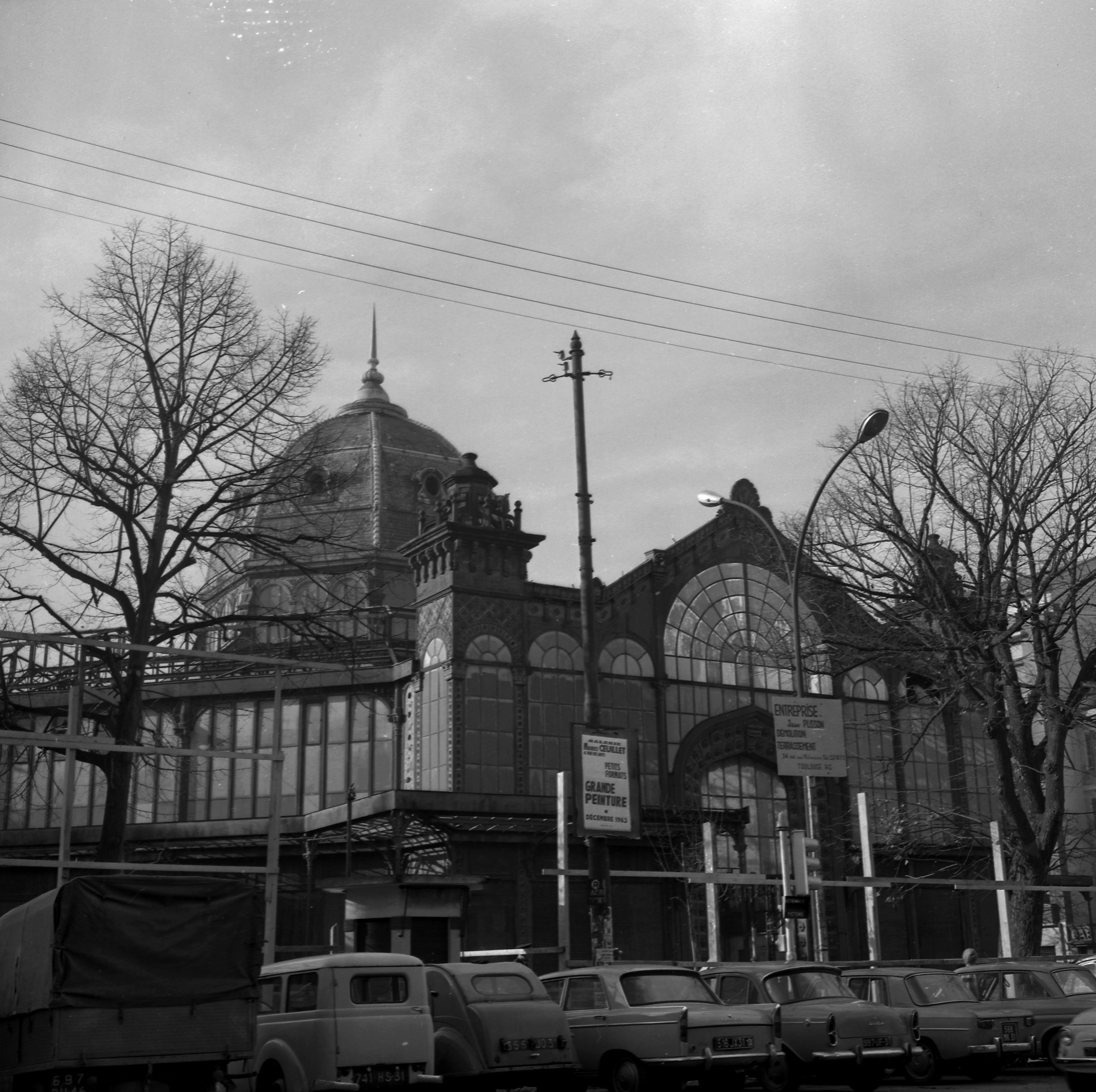
Destruction du marché des Carmes, 4 décembre 1963
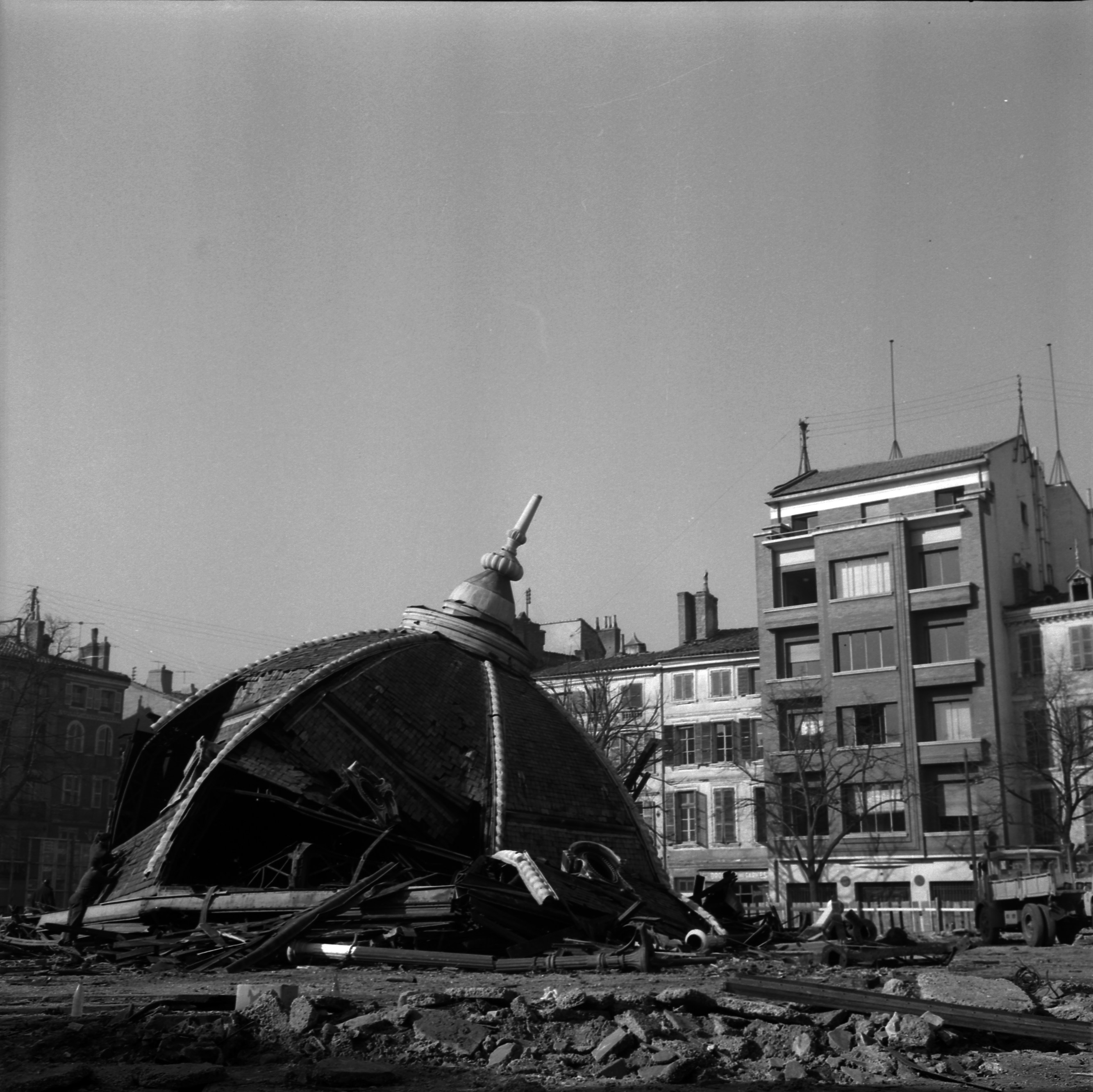
Destruction du marché des Carmes, 7 février 1964
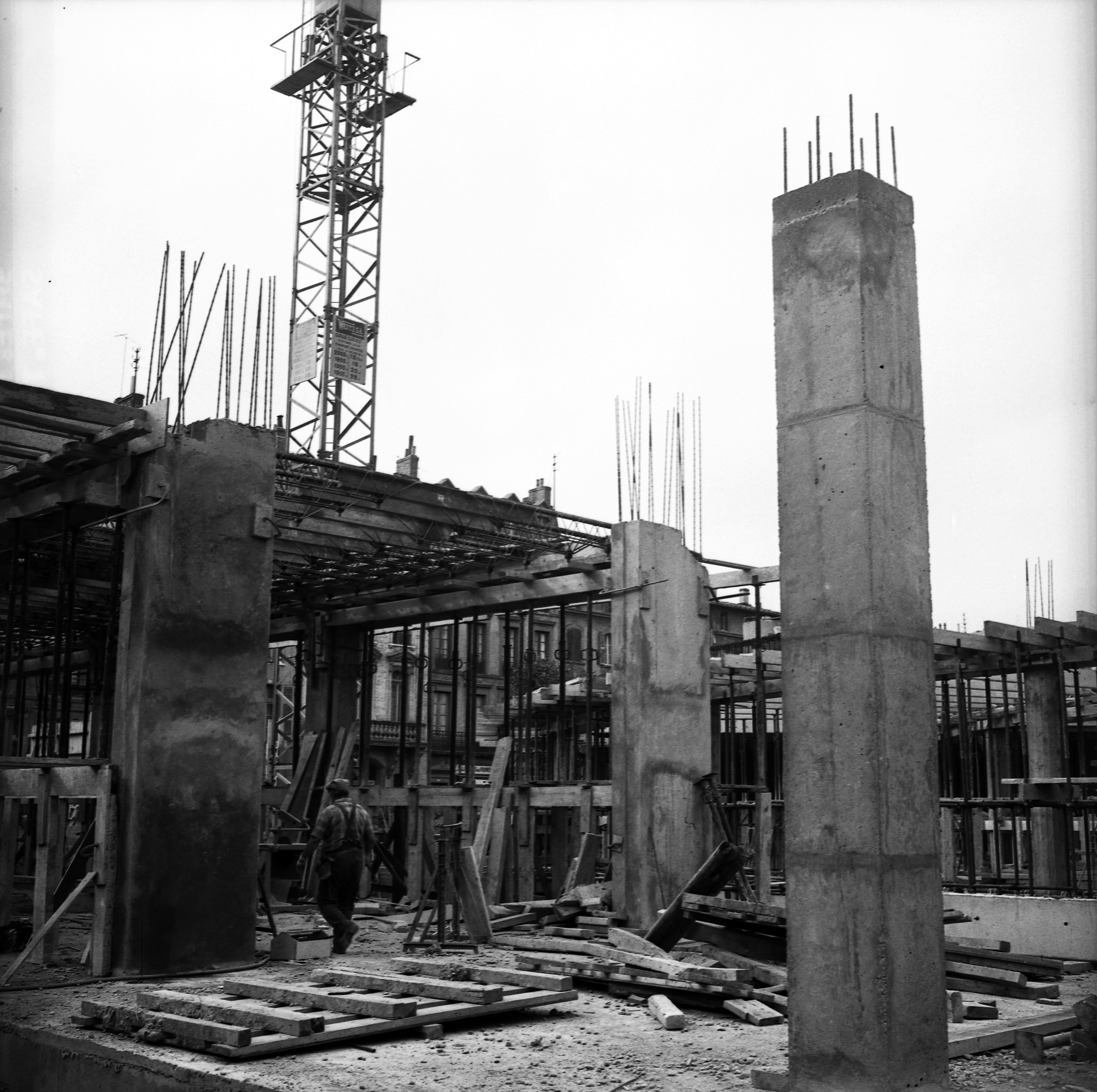
Construction du parking, 15 octobre 1965

C'est un des principaux marchés toulousains d'alimentation.